# Église Saint-Pierre de Fillols
Pour les articles homonymes, voir Église Saint-Pierre.
L'église Saint-Pierre de Fillols est une église catholique ruinée, de style roman, située à Fillols, dans les Pyrénées-Orientales.

## Localisation
L'église est située dans le département français des Pyrénées-Orientales, sur la commune de Fillols.

## Historique
L'édifice est inscrit au titre des monuments historiques en 1983.